# Edythe Boone
Edythe (Edy) Boone ( Nueva York, 1938) es una artista y activista afroamericana. Ha trabajado como muralista, asesora y profesora de arte a lo largo de su vida en una zona marginal de California.

## Trayectoria
Boone es conocida por sus numerosos murales. Comenzó a hacer murales pintados en cada piso de un edificio en Harlem, Nueva York.
Su primera exposición se debió a la inspiración que le ocasionó una vista a su abuela, que era costurera, y Boone se encontró rodeada de colores, telas y texturas. Mientras vivió en Harlem, el problema del uso del crack estaba muy extendido y  tuvo una gran influencia en su desarrollo artístico, creando murales para protestar por la situación.  Su creencia es que el arte es para todo el mundo, no solo para profesionales, y su objetivo es el de empoderar a las personas y a las comunidades a través del arte.
Ha sido influenciada por movimientos sociales como las Panteras Negras y otros movimientos de derechos civiles.Sus murales callejeros en el área de la Bahía de San Francisco abordan temáticas activistas y reproducen los imaginarios de la comunidad local como la epidemia de crack de los años 1980 en Estados Unidos, el SIDA, la pobreza, la discriminación racial y la desigualdad de género.
La obra más conocida de Boone es el mural MaestraPeace en el Women's Building en San Francisco. El mural fue creado en 1994 por una cooperativa de siete mujeres artistas, además de Boone, Juana Alicia, Miranda Bergman, Susan Kelk Cervantes, Meera Desai, Yvonne Littleton e Irene Pérez.  El mural ocupa dos paredes y tiene cinco pisos de altura.  Algunas de las imágenes que contiene representan a la diosa azteca de la luna Coyolxauhqui, a la legisladora y activista palestina Hanan Ashrawi, a la poeta y activista Audre Lorde, a la pintora Georgia O'Keeffe, a la revolucionaria puertorriqueña Lolita Lebrón y a la guatemalteca Rigoberta Menchú, ganadora del Premio Nobel de la Paz.  El mural es una importante atracción turística en el Distrito de la Misión de la ciudad. Fue restaurado en 2012 y Boone participó en la restauración.  El edificio en el que está pintado es en sí mismo un testimonio de las mujeres, ya que es el primer edificio comunitario dirigido y propiedad exclusivamente de mujeres. El mural es un testimonio de las mujeres a través de los tiempos y representa las luchas y los conflictos a los que se han enfrentado.
MaestraPeace es notable no sólo por su escala masiva y las numerosas mujeres famosas o míticas que representa, sino también por los sentimientos multiculturales y anticolonialistas expresados por artistas de diversos orígenes. La pieza representa "conexiones transhistóricas, interculturales y transnacionales entre las culturas africanas e indígenas de las Américas" y su feminismo multicultural se adapta al propósito y la ubicación del Edificio de Mujeres en un área étnicamente diversa. El grupo de artistas en sí es una representación diversa tanto por su nacionalidad como por su preferencia sexual. En el grupo hay dos latinas, dos afroamericanas, una asiática oriental, dos caucásicas y una lesbiana judía, heterosexual y bisexual. El mural representa una composición simétrica flanqueada por figuras que representan las etnias africana y nativa americana.
Aquellos que amamos, los recordamos, un mural para honrar a los seres queridos perdidos, fue pintado por Boone en Balmy Alley en San Francisco, California.  Cerca del People's Park de Berkeley, Boone colaboró en el mural Let a Thousand Parks Bloom, una alusión a las manifestaciones pacíficas de 1969 que ocurrieron en el parque en protesta por la guerra de Vietnam.
También supervisó la creación en Berkeley, CA de un mural (terminado en 2018) en Ashby Avenue entre las calles Harper y Ellis. El mural muestra imágenes de personas, lugares e interacciones que representan la historia de South Berkeley desde la época de los Ohlone hasta la actualidad.
Es tía de Eric Garner, el hombre afroamericano que fue estrangulado por el Departamento de Policía de Nueva York.  Su muerte, junto con la de Michael Brown, provocó protestas y, en parte, catalizó el movimiento Black Lives Matter.

## Reconocimientos
El documental A New Color es el debut de la directora de Marlene “Mo” Morris que se centra en la carrera de Edythe Boone, afirmando que “Edy tiene una forma de inspirar a la gente y abrazar una variedad de causas”.  La película se estrenó en el Festival de Cine de Mill Valley el 10 de octubre de 2015. Marlene Morris ganó una beca de la Berkeley Film Foundation en 2011 por A New Color, lo que le permitió filmar la mitad del metraje.  En 2012, una campaña de Kickstarter, creada por Morris, recaudó 7,951$ en fondos adicionales para la película, mientras que la East Bay Community Foundation se comprometió a igualar los fondos que se recaudaran.

### Apariciones en festivales de cine
| Año  | Festival                          | Premios                                        |
| ---- | --------------------------------- | ---------------------------------------------- |
| 2015 | Festival de Cine de Mill Valley   | Favorito del público de MVFF, Mención especial |
| 2016 | Festival de Cine Paz en la Tierra | Mejor cortometraje documental                  |